# Thorvald Stoltenberg
Thorvald Stoltenberg (Oslo, 8 luglio 1931 – Oslo, 13 luglio 2018) è stato un politico norvegese.

## Carriera politica, diplomatica e altre attività
È stato ministro della Difesa dal 1979 al 1981 e ministro degli esteri dal 1987 al 1989 e dal 1990 al 1993 durante i governi laburisti di Gro Harlem Brundtland.
Dal 1989 al 1990 è stato ambasciatore presso le Nazioni Unite e nel 1990 è diventato alto commissario delle Nazioni Unite per i rifugiati. Nel 1993 viene nominato rappresentante speciale del Segretario generale delle Nazioni Unite per l'ex Jugoslavia e co-presidente della Steering Committee sulla conferenza internazionale per l'ex Jugoslavia.
Nel 2003 è stato presidente del Consiglio dell'International Institute for Democracy and Electoral Assistance (International IDEA).
Dal 1999 al 2008 è stato presidente della Croce Rossa norvegese, per tre mandati consecutivi. È stato anche membro della Commissione Trilaterale e ha detenuto un seggio nel suo comitato esecutivo.

## Vita privata
Suo figlio, Jens Stoltenberg, anch'egli membro del Partito Laburista, è stato due volte ministro di Stato della Norvegia (2000-2001, 2005-2013). Ha anche due figlie, Camilla e Nini (morta il 30 luglio 2014).